# Зільберман Давид Беньямінович
Давид Беньямінович Зільберман (англ. David B. Zilberman, 25 травня 1938, Одеса, УРСР, СРСР — 25 липня 1977, Бостон, США) — радянський та американський філософ, індолог, соціолог культури.

## Біография
Народився в сім'ї інженера в Одесі. Закінчив школу із золотою медаллю. Вступити в Політехнічний інститут не зміг через єврейське походження. Тому отримав технічну освіту (Одеський гідрометеорологічний інститут) у 1962 році. 
З 1962 по 1966 рік, за розподілом, працював метеорологом у аеропорту неподалік Ашгабада. Брав уроки санскриту у перекладача «Махабхарати» Бориса Леонідовича Смирнова, який жив в Ашгабаді. В той же час, не поділяв його теософські погляди. Познайомився з астрономом Кронідом Любарським, який пізніше став відомим діячем правозахисного руху.
У 1966 році захворів на шкірний лейшманіоз (хвороба Боровського) і повернувся в Одесу. Після одужання працював у різних організаціях, у тому числі, патентоведом у «Чорноморському ЦПКБ 3». Продовжував самостійні заняття філософією і східними мовами, одружився. Брав участь у роботі філософського гуртка Авеніра Уйомова в Одеському університеті. Перекладав з давньогрецької.
У 1968 році познайомився в Москві з Георгієм Щедровицьким і за його рекомендацією був прийнятий до аспірантури Інституту конкретних соціальних досліджень АН СРСР (науковий керівник — Юрій Олександрович Левада). В аспірантські роки (1968-1972) брав участь у семінарах Московського методологічного гуртка та в соціологічному семінарі Ю.Левади, перекладав літературу з індуїзму, публікував статті на ту ж тему.
Був автором кількох статей у «Великій радянській енциклопедії». Деякі його переклади індійських філософських текстів поширювалися в самвидаві. Дисертацію «До розуміння культурної традиції» після закінчення аспірантури захистити не вдалося у зв'язку з реорганізацією сектора (фактично, через «розгін» групи Ю. О. Левади).
У лютому 1972 року відкрив філософський метод «модальна методологія». Великі можливості його застосування стали фундаментом для досліджень Зільбермана в наступні роки. На основі цього методу було розроблено метод порівняння культурних традицій.
У зв'язку з публікацією за кордоном статті про каббалу у 1972 році потрапив під особливе спостереження КДБ. Після закінчення аспірантури був змушений повернутися з Москви до Одеси, але не міг знайти постійну роботу. Заробляв перекладами з англійської. В цей же час почався «розгін» дослідницької групи Ю. О. Левади в ІКСІ, через що офіційний захист підготовленої Зільберманом дисертації виявився неможливим. У листопаді 1973 року емігрував з родиною до США.

#### Статті у «Великій радянській енциклопедії»
- «Індійська філософія» (у співавторстві з О. П'ятигорским. Том 10);
- «Культура» (у співавторстві з В. Межуєвим. Том 10);
- «Йога» (у співавторстві з А. П'ятигорским. Том 11);
- «Локайята» (том 16);
- «Мімамса» (том 16);
- «Нагарджуна» (том 15);
- «Ньяя» (том 18).

### Життя в еміграції
З 1973 року жив у США, читав лекції з філософії та антропології у Нью-Йоркському університеті, викладав індійську філософію в університеті Чикаго. 
Останні два роки життя працював професором департаменту історії ідей Брандейського університету, жив у місті Ньютон. Читав лекції з історії індійської та західної філософії. З допомогою модальної методології аналізував філософські традиції класичної Індії та європейську філософію Нового часу. Планував проведення тривалого дослідження в Індії в 1977—1978 роках. Одночасно почав роботу над фундаментальним дослідженням марксистсько-ленінської філософії (рукопис під назвою «Московська школа методології» залишилася незавершеною). Продовжував інтенсивну переписку з московськими колегами та друзями. Навесні 1977 року повідомлення про можливе звільнення професора Зільбермана викликало в Брандайському університеті дводенні студентські хвилювання.
Загинув у дорожній аварії 25 липня 1977 р.
Дружина — Олена Мичник-Зільберман і молодша донька Олександра Кертіс-Зільберман в даний час живуть у Флориді, старша донька Наталія Карні, живе в Бостоні, а сестра Раїса Зільберман — живе в Чикаго.
Ряд сучасних філософів у Москві, Одесі та Санкт-Петербурзі вважають себе його учнями.

## Спадщина
Автор праць з індійської філософії, філософії кабали, сучасної соціальної антропології, філософської епістемології, типології культур по їх відношенню до традиції. Лише мала їх частина опублікована англійською та російською мовами. Архів Зільбермана знаходиться в Центрі філософії та історії науки Бостонського університету. Їх дослідженням і публікацією опікується співробітниця університету Олена Гурко. Рукописи, які він не зміг вивезти під час еміграції, зберігаються в особистих архівах друзів Зільбермана в Москві та Санкт-Петербурзі.

### Диссертація
Найбільш об'ємною і закінченою роботою Зільбермана є його кандидатська дисертація з філософії (фактично з теоретичної соціології), підготовлена під час навчання в аспірантурі ІКСІ до кінці 1971 року. Остаточний варіант називався «До розуміння культурної традиції».
Ця робота складається з трьох великих розділів: в першому наводиться критичний аналіз сучасних соціологічних і антропологічних теорій культурної традиції; у другій представлена авторська концепція культурної традиції і методика її формалізації; у третій — типологія шести типів культурних традицій. Захист дисертації не відбувся.
Її текст Зільберман відвіз в еміграцію і пізніше використав при підготовці англомовних робіт.
У 2015 році дисертація вийшла окремим анотований виданням під науковою редакцією Олега Генісаретського під редакцією Михайла Нємцева, О. Русакова, В. Федосєєва.

## Вплив
У період свого порівняльного короткого перебування в Москві Зільберман активно спілкувався з філософами і соціологами, що входили в різні спільноти. Серед його близьких співрозмовників Олександр П'ятигорський, Олег Генісаретський, Євген Шифферс, Георгій Щедровицький, Юрій Левада, Октябрина Волкова, Дмитро Сегал.
Живучи в еміграції Зільберман підтримував активну переписку з ними. Частина її опублікована В. І. Рокитянським разом з листами Зільбермана Ю. Леваді і Є. Шифферсу. Олександр П'ятигорський присвятив Зільберману одну з основних своїх книг «Мислення і спостереження», вказавши, що вона написана в продовження їх діалогів у Москві на початку 1970-х рр.

## Наукові праці
- О возможности системного изучения логического мышления // Системный метод и современная наука. Вып. 1. Новосибирск, 1971. С. 138—147.
- Личность и культура в антропологии [Архівовано 28 травня 2018 у Wayback Machine.] Поля Радина. // Вопросы философии, 1971, № 6, С. 163—172.
- Социальная антропология: динамика развития и перспективы. // Вопросы философии, 1971, № 11, С. 154—163.
- Миф о вестернизации Японии. Культура. Между 1970 и 1972 гг. (Оформленный в виде статьи фрагмент кандидатской диссертации Э. Зильбермана).
- Откровение в адвайта-веданте как опыт семантической деструкции языка [Архівовано 31 грудня 2017 у Wayback Machine.] // Вопросы философии,1972, № 5. C. 117—129.
- Индийская Философия. // Большая советская энциклопедия. (в соавт. с А. М. Пятигорским) — № 10, M., 1972.
- Культура. // Большая советская энциклопедия. (в соавт. с В. М. Межуевым) — № 10, M., 1972.
- Йога. // Большая советская энциклопедия. (в соавт. с А. М. Пятигорским) — № 11, M., 1972.
- The Kabbalah Mysticism and the Social Situation in Spain at the Close of the 15th Century — In: Jews in the USSR, London 1973.
- Локаята. // Большая советская энциклопедия. — № 14, M., 1973.
- Миманса. // Большая советская энциклопедия. — М., 1974.
- The Jewish Minority in the Soviet Ukraine. — in: Minutes of the Seminar in Ukrainian Studies, Harvard university. 1974, o. 6.
- Нагарджуна. // Большая советская энциклопедия. — № 17, M., 1975.
- Ньяя. // Большая советская энциклопедия. — № 18, M., 1975.
- A Critical Review of E.Conze's translation of «The Large Sutra on Perfect Wisdom». — in: The Journal of Asian Studies, November, 1975.
- A Critical Review of D.Kalupahana's «Causality: The Central Philosophy of Buddhism». — in: The Journal of Asian Studies, May, 1976.
- Iconic Calculus? — in: General Systems, vol. XXI, 1976, pp.183-186.
- Ethnography in Soviet Russia — in: Dialectical Anthropology, vol.1, no.2, Feb. 1976, pp. 135—153.
- The Emergence of Semiotics in India: Some Approaches to Understanding Laksana in Hindu and Buddhist Philosophical Usages. — in: Semiotica vol. 17, n. 3, 1976, pp. 255—265. (в соавт. с А. Пятигорским).
- Orthodox Ethic and the Matter of Communism. — in: Studies in Soviet Thought, vol. 17, 1977, pp. 341—419.
- The Post-Sociological Society. — In: Studies in the Soviet Thought, vol. 18, 1978, pp. 261—328.
- Приближающие рассуждения между тремя лицами о модальной методологии и сумме метафизик // Россия/Russia, Torino, 1980, № 4, С. 285—316.
- The Birth of Meaning in Hindu Thought. — Dordrecht; Boston: D. Reidel Pub.; Norwell: Kluwer Academic, 1988.
- Semantic Shifts in Epic Composition: On the «Modal» Poetics of the Mahab-harata. // Semiosis. — Michigan, 1984.
- К семиотике понимания типов культурных традиций. // Народы Азии и Африки, 1989, № 3, C. 128—142.
- Традиция как коммуникация: трансляция ценностей, письменность. // Вопросы философии, 1996, № 4, С. 76—105.
- Генезис значения в философии индуизма [Архівовано 4 січня 2018 у Wayback Machine.]. Пер. с англ. — М.: Эдиториал УРСС, 1998.
- Генисаретский О. И., Зильберман Д. Б. О возможности философии. Переписка 1972—1977 гг [Архівовано 9 травня 2017 у Wayback Machine.]. — М., 2002.
- Analogy in Indian and Western Philosophical Thought. — Dordrecht: Springer, 2006.

### Монографічні видання російською мовою
- Генезис значения в философии индуизма /пер. Е. Гурко. М: РОССПЭН, 1998.
- Православная этика и материя коммунизма / пер. с англ. Е Гурко под ред. С. А. Семенова; науч. ред. А. Митрофанова и М. Немцев. СПб.: Издательство Ивана Лимбаха, 2014.
- К пониманию культурной традиции. — М.: Российская политическая энциклопедия, 2015. — 623 с. ISBN 978-5-8243-1977-4 (Серия «Книга света»)

### Переклади
- Шанкара, «Незаочное постижение [Архівовано 26 грудня 2008 у Wayback Machine.]» (Перевод с санскрита, опубликован в журнале «Вопросы философии» 1975 № 5, с. 109—116).
- Инголлс Д. Введение в индийскую логику навья-ньяя / Отв. ред. В. А. Смирнов. М.: Наука, 1975 [книга вышла без указания имени переводчика].